# Carl Klein (Architekt)

Carl Klein auf einem Foto im Nachruf

Carl Klein, auch Karl Klein bzw. Karl J. Klein (* 1873 in Saarbrücken; † 4. Februar 1934 ebenda) war ein deutscher Architekt und ab 1920 der erste Landeskonservator (Denkmalpfleger) im Saargebiet.

## Leben
Carl Klein, später meist Karl Klein, besuchte das Ludwigsgymnasium Saarbrücken und legte hier sein Abitur ab. Er absolvierte sein Architekturstudium an der Technischen Hochschule Charlottenburg.
Nach Tätigkeiten als Regierungsbauführer in Völklingen, Neumagen und Köln-Lindlar bestand er die Regierungsbaumeisterprüfung und trat in den Staatsdienst ein. Zuvor hatte er 1895 eine genaue Bauaufnahme der Stiftskirche  St. Arnual im heutigen Saarbrücker Stadtteil Sankt Arnual angefertigt und in einem Zeitungsartikel veröffentlicht.
Ab 1901 war er für neun Jahre bis 1910 als Hochbauinspektor im Bezirkspräsidium Lothringen tätig. Zeitweilig leitete er auch das Dombauamt in Metz.

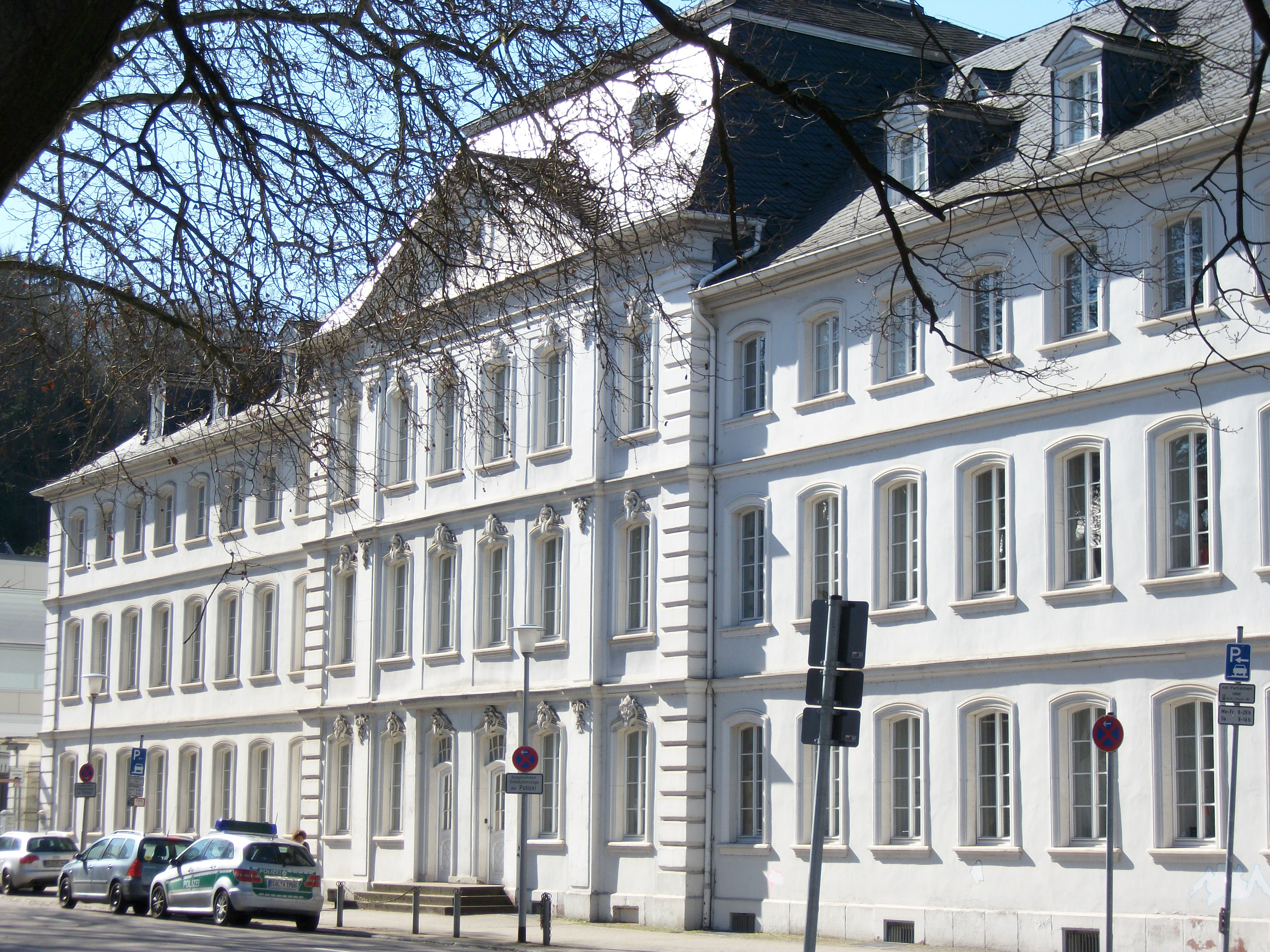
Der Sitz des Saarländer Konservatoramtes zu Zeiten Carl Kleins, heute Hauptgebäude der Hochschule der Bildenden Künste Saar

1920 wurde Carl Klein zum ersten Landeskonservator des Saargebiets berufen, 1926 wurde das Konservatoramt des Saarlandes als selbständiges Amt der Denkmalpflege eingerichtet. Klein wurde von seiner zusätzlichen Tätigkeit als Leiter des Hochbauamtes für Militär- und Wohnungsbauten im Saargebiet entbunden und konzentrierte sich nun auf seine Arbeit als Konservator der geschichtlichen Denkmäler des Saargebietes. Diese Funktion übte er bis zu seinem Tode 1934 aus.
Neben ihm waren nur noch drei weitere Mitarbeiter am Konservatoramt (heute: Landesamt für Denkmalpflege) beschäftigt: für Zeichnungen war der Architekt und Bauamtmann Riedel zuständig, Registrator Walter war verantwortlich für Verwaltung und Sekretariat und der Bildhauer Zimmer für die Konservierung und Restaurierung der Bodenfunde. 1923 bis 1931 betreute Klein die Herausgabe der Berichte des Konservatoramtes.
Der Schwerpunkt der Arbeiten Kleins lag auf der Ausgrabung und Sammlung von Bodenfunden, dennoch war schon von Anfang an einer der Hauptaufgaben auch die Überwachung geschichtlicher Baudenkmäler. Ende der 1920er Jahre zog das Konservatoramt in die umgebaute Dragonerkaserne, dem von Friedrich Joachim Stengel erbauten Armen- und Waisenhaus am Alt-Saarbrücker Ludwigsplatz, Keplerstraße 3. Dort konnten die Bodenfunde der Staatlichen Altertümersammlung 1930 auch im neuen Museum für Vor- und Frühgeschichte ausgestellt und der Öffentlichkeit präsentiert werden. Heute befindet sich dort die Hochschule der Bildenden Künste Saar.
Seit 1928 war Carl Klein Korrespondierendes Mitglied des Archäologischen Instituts des Deutschen Reiches.

## Ausgrabungen
- ab 1921 im Kasbruchtal bei Neunkirchen[3]
- 1921 Ausgrabungen an der Mithraskapelle am Halberg[4]
- 1923 Grabhügel im Staatsforst Kleinottweiler (Bexbacher Gemarkung)[5]
- 1924 und 1927 Kastell Saarbrücken
- 1927 den Gallo-römischen Tempelbezirk und ab 1929 die römische Villa bei Bierbach

## Veröffentlichungen (Auswahl)
- Ein spätrömisches Kastell bei Saarbrücken. In: Germania. Korrespondenzblatt der Römisch-Germanischen Kommission des Deutschen Archäologischen Instituts Bd. 9, 1925, S. 58–62.
- Der Tempelbezirk im Bierbacher Klosterwald. In: Germania. Korrespondenzblatt der Römisch-Germanischen Kommission des Deutschen Archäologischen Instituts Bd. 11, 1927/28, S. 121–127.
- Führer durch die Altertumssammlung des Konservators der Bodenaltertümer u. geschichtlichen Denkmäler des Saargebietes im staatlichen Museumsgebäude in Saarbrücken, Saarbrücken 1930, 31 Seiten.